# La Jigua
La Jigua (uit het Nahuatl: "Plaats met turkoois") is een gemeente (gemeentecode 0411) in het departement Copán in Honduras.
De gemeente is relatief recent. In 1965 is ze afgesplitst van de gemeente Florida.

## Mayaruïnes
In de gemeente bevinden zich Mayaruïnes op een plaats die tegenwoordig El Puente ("De brug") wordt genoemd. Vanaf 1984 worden er opgravingen gedaan, met name door Japanners. Er zijn 210 gebouwen. Het is bewoond geweest van 570 tot 850, waarschijnlijk door leden van de elite van Copán. Tegenwoordig is er een museum waar men enkele opgegraven voorwerpen kan bezichtigen en uitleg over de geschiedenis krijgt.

## Bevolking
De bevolking is als volgt verdeeld:
| Vrouwen | 4836 | 50,5% |
| Mannen  | 4743 | 49,5% |

## Dorpen
De gemeente bestaat uit elf dorpen (aldea), waarvan de grootste qua inwoneraantal: La Jigua (code 041101) en Valle de Magdalena (of La Laguna) (041111).